# Alexandre Guyodo
Alexandre Auguste Abel „Alexis“ Guyodo (* 19. Juni 1922 in Mesquer; † 7. April 2014 in Saint-Nazaire) war ein französischer Hindernisläufer.
Über 3000 m Hindernis wurde er bei den Olympischen Spielen 1948 in London Vierter und bei den Leichtathletik-Europameisterschaften 1950 in Brüssel Fünfter.
1950 und 1951 wurde er Französischer Meister. Seine persönliche Bestzeit von 9:11,6 min stellte er am 11. Juli 1948 in Colombes auf.